# Menhir des Faux
Le menhir des Faux est un menhir situé sur la commune des Sorinières, dans le département de la Loire-Atlantique, en France.

## Protection
Le monument est inscrit au titre des monuments historiques le 12 février 1984.

## Description
Le menhir est constitué  d'un bloc de quartz. Il a fait l'objet d'une christianisation par l'adjonction d'une croix sur son sommet.